# 풍산홀딩스
주식회사 풍산홀딩스는 첨단소재 전문기업 풍산의 지주회사이다. 1968년 풍산금속공업으로 설립한 이후 2008년 7월 1일 지주회사로 전환했고, 2010년 현재 풍산을 포함 5개의 자회사와 12개 손자회사, 4개 해외지사가 있다. 지난 2000년 4월 류진 회장이 취임했다.

## 역사
1968년 창업주 류찬우가 비철금속제조를 목적으로 풍산금속공업을 설립한다.

## 연혁
1968. 10. 풍산금속공업 최초설립일
2000. 10. 태국 현지법인 Siam Poongsan Metal 설립

2006. 6. (주)풍산마이크로텍, 리벳팅 머신 공급장치에 대한 특허 획득

2006. 6. 부평공장, LRQA로부터 ISO14001 인증 획득

2006. 7. 동래공장 DNV(Det Norske Veritas) 안전보건경영시스템 

2006. 9. 온산공장, 노동부로부터 노사문화 우수기업 선정

2006. 10. 무연쾌삭황동 국내 특허 취득

2006. 11. 안강공장, OHSAS 18001 KOSHA 18001 인증 획득

2006. 11. 5억불 수출의 탑 수상

2006. 11. 부평공장, 품질경쟁력 우수기업 인증 획득

2006. 12. 부평공장, KOSHA 18001 인증 획득

2007 . 2. (주)풍산메탈서비스 설립

2007. 5. 국제시스템인증대회 대한민국 시스템경영대상 수상

2007. 6. 동래공장, 부산시 품질경영대상 수상

2007. 9. 동래공장, 노사문화 우수기업 선정

2007. 11. 동래공장, 국방품질경영상 방위사업청장상 수상

2007. 11. 국가품질경영대회 동탑산업훈장 수상

2007. 11. 7억불 수출의 탑 수상

2008. 2. 비철업계 최초 공정거래 자율준수프로그램 도입

2008. 4. 풍산산업(주) 흡수합병 (소규모합병)

2008. 7. 회사분할 및 지주회사 전환

2008. 7.30 분할되는 회사 (주)풍산홀딩스 변경상장

2010.12.29 (주)풍산마이크로텍 자회사 제외

## 계열사

### 국내
- 풍산
- 풍산디펜스
- 풍산특수금속
- 풍산발리녹스
- 풍산메탈서비스
- 풍산FNS
- PNT
- 풍산중학교
- 풍산고등학교
- 한국펄벅재단
- 서애재단

### 해외
- PMX
- 풍산 홍콩법인
- 시암풍산
- 풍산 일본법인
- 풍산 상해법인
- 풍산 말레이시아법인
- 풍산 미국법인

## 본점 및 지점 현황
- 본점: 인천광역시 계양구 아나지로 156 (효성동)
- 서울사무소: 서울특별시 서대문구 충정로 23 (충정로3가, 풍산빌딩)
- 부산사업장: 부산광역시 해운대구 선수촌로 230 (반여동)
- 창원사업장: 경상남도 창원시 성산구 공단로 670 (성주동)
- 안강사업장: 경상북도 경주시 안강읍 호국로 2606-10
- 서초사무소: 서울특별시 서초구 효령로40길 4 (서초동)